# Auricherland

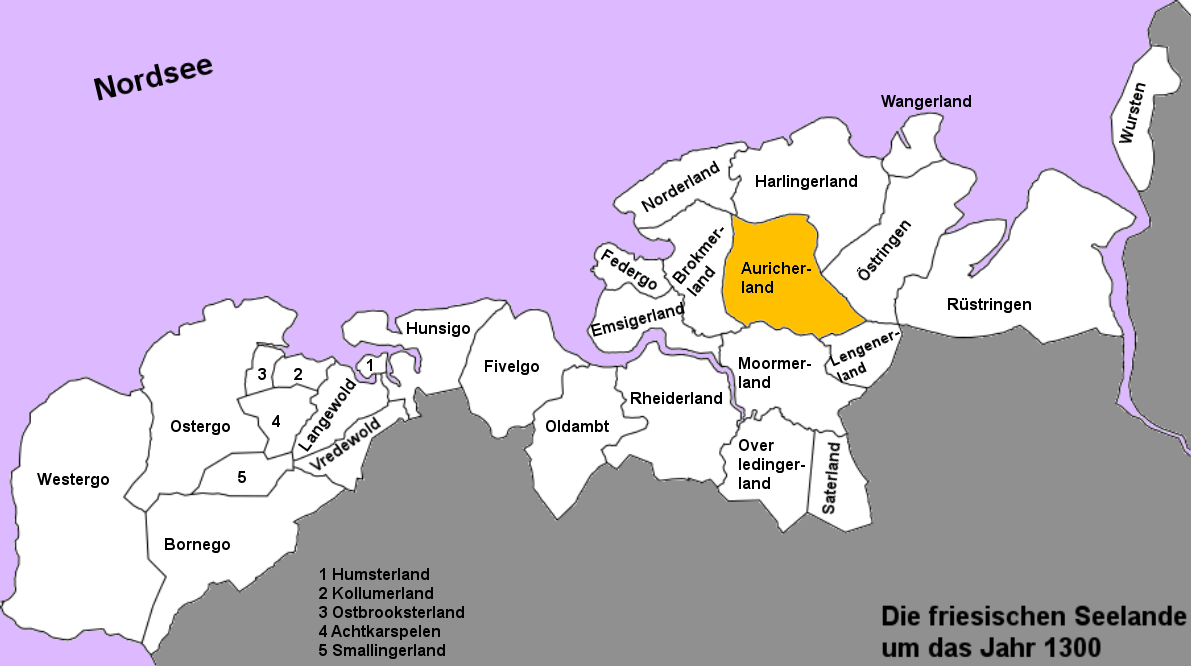
Das Auricherland um 1300

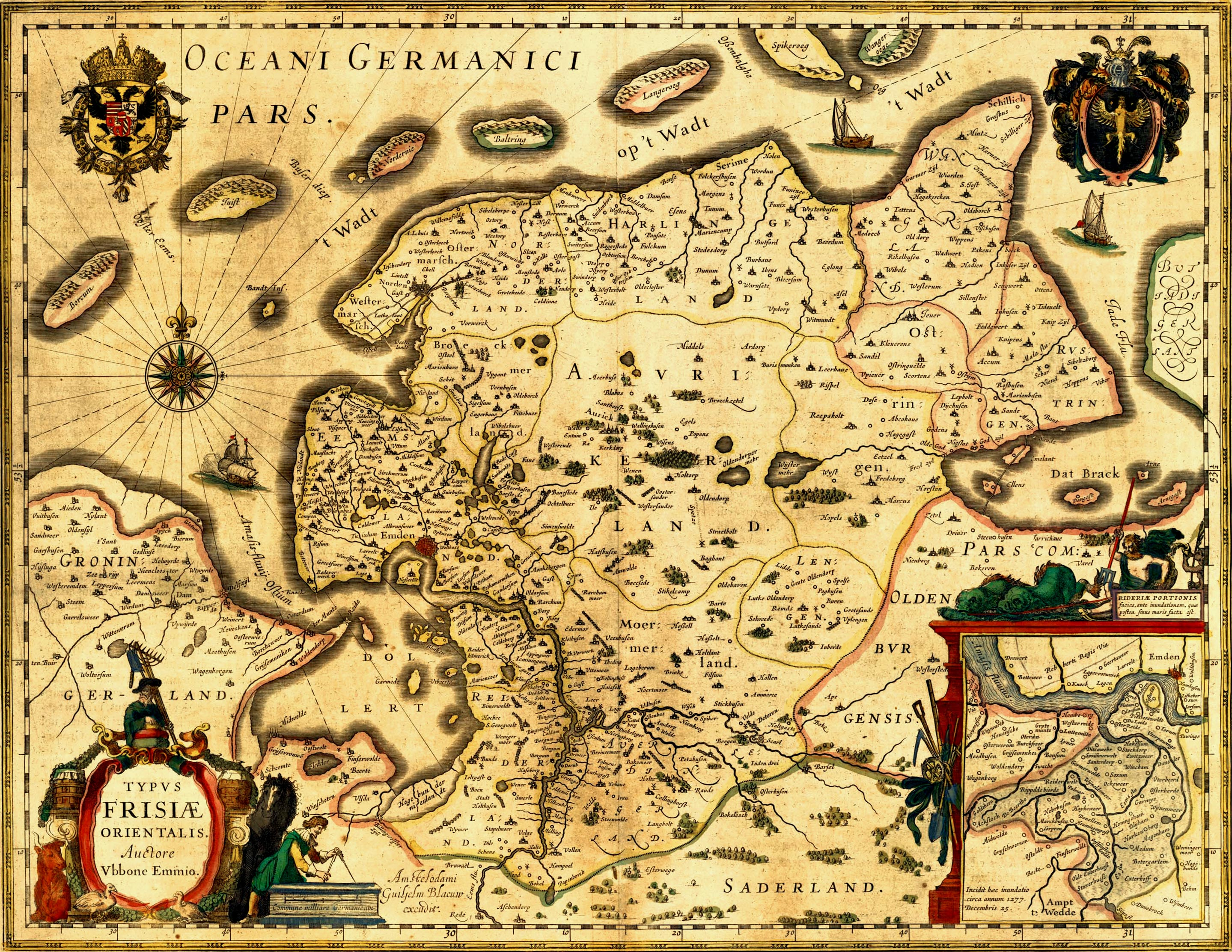
Ostfriesland um 1600, gezeichnet von Ubbo Emmius

Das Auricherland ist eine historische Landschaft, gelegen im Zentrum Ostfrieslands, die ein weites Gebiet rund um die Stadt Aurich umfasst.
Das Auricherland grenzt im Westen an das Bro(o)kmerland, im Norden an das Norder- und das Harlingerland, im Osten an Östringen und im Süden an das Lengener- und das Moormerland.